# Ariadna cyprusensis
Espèce
Ariadna cyprusensis est une espèce d'araignées aranéomorphes de la famille des Segestriidae.

## Distribution
Cette espèce se rencontre à Chypre et à Kos en Grèce.

## Étymologie
Son nom d'espèce, composé de cyprus et du suffixe latin -ensis, « qui vit dans, qui habite », lui a été donné en référence au lieu de sa découverte, Chypre.

## Publication originale
- Wunderlich, 2011 : Extant and fossil spiders (Araneae). Beiträge zur Araneologie, vol. 6, p. 1-640.